# Kevin Dinal
Kevin Steven Dinal (Parigi, 13 aprile 1993) è un cestista francese.